# Alfredo Sánchez (futbolista mexicano)
Alfredo Sánchez (Orizaba, México, 28 de mayo de 1904) también conocido por su apodo "El viejo Sánchez", fue un futbolista mexicano que se desempeñaba como mediocampista. Destacó como capitán del Club América en los años 1930 e integró el primer plantel mundialista de México en Uruguay 1930.

## Trayectoria
Sánchez inició su carrera futbolística en la Asociación Deportiva Orizabeña en 1925; se trasladó a la capital en 1929 al Club América . Allí se convirtió en uno de los mediocampistas más confiables de la historia de la institución. Sánchez fue considerado uno de los futbolistas mexicanos más completos de todos los tiempos y estuvo activo como jugador durante un total de 18 años, la mayor parte del tiempo para el Club América, del que incluso es su jugador no formado ahí, con mayor permanencia. Después de su activa carrera, trabajó como entrenador.
Sánchez formó parte de la escuadra de México en el Mundial de 1930, donde hizo su debut internacional ante Francia (1: 4) el 13 de julio. En los siguientes juegos contra Chile (0: 3) y Argentina (3: 6), Sánchez fue utilizado como titular. Sánchez jugó su décimo y último partido internacional el 22 de febrero de 1938 contra Costa Rica (2-1) en el Torneo de Fútbol de los Juegos Centroamericanos y del Caribe Panamá 1938, que México ganó por un punto sobre Costa Rica.

## Palmarés

### Campeonatos nacionales
| Título      | Club    | País   | Año     |
| ----------- | ------- | ------ | ------- |
| Copa México | América | México | 1937-38 |

### Campeonatos internacionales
| Título                                                       | Equipo             | Sede   | Año  |
| ------------------------------------------------------------ | ------------------ | ------ | ---- |
| Torneo de Fútbol de los Juegos Centroamericanos y del Caribe | Selección Mexicana | Panamá | 1938 |